# Trifolium medium
Espèce
Classification phylogénétique
Statut de conservation UICN

 LC  : Préoccupation mineure
Trifolium medium, le Trèfle flexueux, Trèfle intermédiaire ou Trèfle moyen est une espèce de plantes à fleurs du genre Trifolium et de la famille des Fabaceae.

## Description
C'est une plante herbacée vivace de 20 à 45 cm, hémicryptophyte à rhizome rampant et à tige flexueuse et redressée.

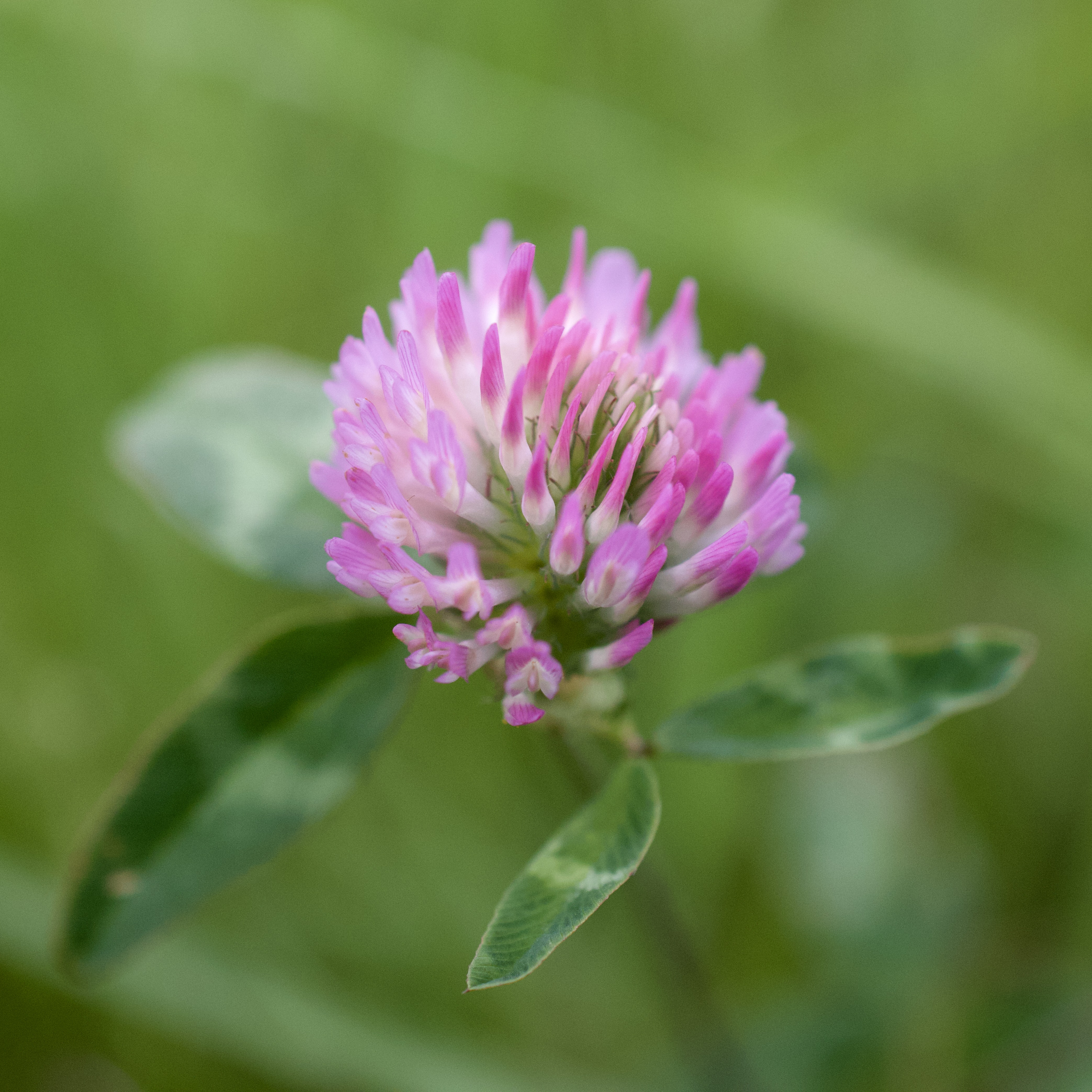
Trifolium medium dans un pré

Les feuilles caulinaires sont espacées, composées, molles, pétiolées. Elles comportent trois folioles elliptiques (de 2 à 4 cm de longueur pour de 8 à 12 mm de largeur), veinées et presque entières.
Les stipules sont entières, étroites et rétrécies en pointe.
Les fleurs sont rouge vif, d'une longueur de 15 à 18 mm, dressées et réunies en une tête globuleuse sessile ou portée par un court pédoncule terminant la tige.
Le calice est tubulaire, glabre, muni de 10 nervures portant des dents ciliées inégales.
La floraison se fait de mai à août et les fleurs sont pollinisées par zoogamie (notamment par les fourmis).

## Écologie et habitat
C'est une plante eurasiatique (subocéanique).
Le trèfle intermédiaire est une espèce assez commune à rare selon les régions, elle est présente de l'étage collinéen à l’étage subalpin (de 200 à 2000 m d'altitude).
C'est une espèce neutrocline à large amplitude, héliophile ou de demi-ombre affectionnant les sols moyennement secs à frais (mésophile).
On la retrouvera le plus souvent dans des pelouses, friches, lisières et coupes forestières, au bord des chemins ou dans les bois clairs.

## Statuts de protection, menaces
L'espèce n'est pas considérée comme étant menacée en France. En 2021 elle est classée Espèce de préoccupation mineure (LC) par l'UICN.
Toutefois localement l'espèce peut se raréfier: elle est considérée Quasi menacée (NT), proche du seuil des espèces menacées ou qui pourrait être menacée si des mesures de conservation spécifiques n'étaient pas prises, en Picardie et en Île-de-France; elle est considérée Vulnérable (VU) en Haute-Normandie; en Danger (EN) en Bretagne.
Le trèfle intermédiaire est protégé dans le Nord - Pas-de-Calais.

## Utilisations
Plante expectorante et diurétique; fleurs astringentes et vulnéraires.